# McIntosh (Florida)
McIntosh ist eine Stadt im Norden des Marion County im US-Bundesstaat Florida. Das U.S. Census Bureau hat bei der Volkszählung 2020 eine Einwohnerzahl von 463 ermittelt. 

## Geographie
McIntosh liegt im Einzugsgebiet des Ocklawaha River, am westlichen Ufer des Orange Lake und rund 25 km nördlich von Ocala. Jacksonville liegt 120 km, Orlando 140 km und Tampa 170 km entfernt. Die östliche Grenze des Stadtgebietes ist das Ufer des Sees und gleichzeitig die Grenze zwischen dem Marion County und dem Alachua County. McIntosh wird in Nord-Süd-Richtung vom U.S. Highway 441 (SR 25) durchquert.

## Demographische Daten
Laut der Volkszählung 2010 verteilten sich die damaligen 452 Einwohner auf 241 Haushalte. Die Bevölkerungsdichte lag bei 251,1 Einw./km². 94,7 % der Bevölkerung bezeichneten sich als Weiße, 1,8 % als Afroamerikaner, 0,2 % als Indianer und 0,9 % als Asian Americans. 0,9 % gaben die Angehörigkeit zu einer anderen Ethnie und 1,5 % zu mehreren Ethnien an. 4,4 % der Bevölkerung bestand aus Hispanics oder Latinos.
Im Jahr 2010 lebten in 19,0 % aller Haushalte Kinder unter 18 Jahren sowie 40,7 % aller Haushalte Personen mit mindestens 65 Jahren. 62,0 % der Haushalte waren Familienhaushalte (bestehend aus verheirateten Paaren mit oder ohne Nachkommen bzw. einem Elternteil mit Nachkomme). Die durchschnittliche Größe eines Haushalts lag bei 2,05 Personen und die durchschnittliche Familiengröße bei 2,51 Personen.
16,8 % der Bevölkerung waren jünger als 20 Jahre, 16,2 % waren 20 bis 39 Jahre alt, 28,8 % waren 40 bis 59 Jahre alt und 38,3 % waren mindestens 60 Jahre alt. Das mittlere Alter betrug 52 Jahre. 49,3 % der Bevölkerung waren männlich und 50,7 % weiblich.
Das durchschnittliche Jahreseinkommen lag bei 50.729 $, dabei lebten 1,0 % der Bevölkerung unter der Armutsgrenze.
Im Jahr 2000 war Englisch die Muttersprache von 100 % der Bevölkerung.

## Sehenswürdigkeiten
Am 18. November 1983 wurde der McIntosh Historic District in das National Register of Historic Places eingetragen.

## Verkehr
Der nächste Flughafen ist der Gainesville Regional Airport (rund 35 km nördlich).
Durch den Ort führten Eisenbahngeleise.